# Ulfat Idilbi
Ulfat Idilbi (n. 1912 – d. 2007) a fost o scriitoare siriană.

## Opera
- 1947: Ultima decizie (القرار الأخي "Al-qarar al-akheer");
- 1954: Povestiri din Damasc (قصص شامي "Qisas shami");
- 1963: Adio, Damasc! (وداعاً يا دمشق "Uda'an ya sham");
- 1974: Rânjetul diavolului (يضحك الشيطان "YoudHak ash-shaytan");
- 1974: Reflecții asupra literaturii populare (نظرة في أدبنا الشعبي "Natharat fi adabna sh'bia");
- 1976: Revolta lacrimilor ('عصي الدمع "Asi ad-domou3");
- 1981: Damasc, zâmbetul tristeții (دمشق يا بسمة الحزن "Dimashq ya basimat el huzn");
- 1990: Aromele Damascului (نفحات دمشقي "NafaHat dimashqi");
- 1999: Povestea bunicului meu (حكاية جدي "Hekayat jddi").